# Eola de Selsey
Eola (em inglês antigo: Eolla) foi bispo de Selsey em algum momento entre 716/731, período no qual também faleceu. Em 705/725, o rei Notelmo concedeu 4 hidas em Peppering próximo ao rio Arun para Beorfrido, que as deu para Eola. Eola, por sua vez, vendeu-as para Vulfário.